# 明德朝鲜族乡
明德朝鲜族乡（中国朝鲜语：／）是中华人民共和国黑龙江省鸡西市鸡东县下辖的一个民族乡。

## 行政区划
明德朝鲜族乡下辖以下村级行政区划单位：
北河村、更新村、立新村、曙光村、红火村、五星村、明德村和建政村。